# منظمة الزمالة المسيحية
منظمة الزمالة المسيحية The Fellowship. تُعرف أيضًا باسم «العائلة» و«المؤسسة الدولية». هي منظمة دينية وسياسية مقرها الولايات المتحدة أسسها أبراهام فيريد عام 1935. الهدف المعلن لهذه المنظمة توفير ملتقى لصانعي القرار للمشاركة في دراسات الكتاب المقدس واجتماعات الصلاة وطقوس العبادة وتجربة الدعم الروحي.
وُصفت منظمة الزمالة بأنها واحدة من أكثر المنظمات التي حظيت بالدعم السياسي والتمويل السري في الولايات المتحدة. يتجنب أعضاء المنظمة عمومًا الدعاية والترويج لمنظمتهم، وقد أكد زعيمها السابق الراحل دوغلاس كو وآخرون رغبة المنظمة في السرية من خلال الاستشهاد بالإنذارات التي وجهت ضد الإعلانات العامة لأعمال المنظمة، وأصروا على أنهم لن يتمكنوا من القيام بالمهام الدبلوماسية الحساسة إذا لفتوا انتباه الجمهور.
تقيم منظمة الزمالة حدثًا عامًا واحدًا كل عام، وهو الإفطار الوطني للصلاة الذي يحدث في واشنطن العاصمة، وقد شارك جميع رؤساء الولايات المتحدة منذ دوايت أيزنهاور في إفطار صلاة وطني واحد على الأقل خلال فترة ولاية كل منهم.
من المنتسبين المعروفين في المنظمة: كبار المسؤولين الحكوميين في الولايات المتحدة والمسؤولون التنفيذيون في الشركات ورؤساء المنظمات الدينية والإنسانية والسفراء والسياسيون رفيعو المستوى من جميع أنحاء العالم. اعترف العديد من أعضاء مجلس الشيوخ وأعضاء الكونغرس في الولايات المتحدة علنًا بعملهم مع منظمة الزمالة أو وُثق عملهم مع المنظمة أو تأثيرها فيهم.
يعد دوغ بورلي شخصية رئيسية في المنظمة، فقد تولى تنظيم الإفطار الوطني للصلاة منذ وفاة والد زوجته دوغ كو. كتبت ليزا ميللر في نيوزويك أن أعضاء المنظمة بدلًا من أن يطلقوا على أنفسهم «مسيحيين»، فقد وصفوا أنفسهم أنهم يجمعهم الحب المشترك لتعاليم يسوع، وأن جميع طرق محبة يسوع مقبولة.

## التاريخ
ترجع جذور منظمة الزمالة إلى مؤسسها أبراهام فيريد، وهو رجل دين ميثودي بروتستانتي وناشط اجتماعي، نظم شهرًا من الصلوات العامة في عام 1934 في سان فرانسيسكو. كان فيريد مهاجرًا نرويجيًا أسس شركة غودويل في سياتل في عام 1916 لمساعدة المهاجرين الاسكندنافيين العاطلين عن العمل في المدينة. وسرعان ما تطورت الشركة واستحوذت على بناء في المدينة لإصلاح ومعالجة الملابس والأثاث القديم. تأسست منظمة الزمالة في عام 1935 رغم رفض الرئيس فرانكلين روزفلت، وانتشرت أعمالها في الساحل الغربي لتستقر في نهاية المطاف في بوسطن.
وصف المؤلف جيف شارليت بداية منظمة الزمالة بأنها رد فعل على الأنشطة النقابية لهاري بريدغز، إذ قال: بدأت منظمة الزمالة بشكل فعَّال عندما امتلك المؤسس أبراهام فيريد هذه الرؤية - التي كان يعتقد أنها وحي من الله - بأن هاري بريدغز العامل الأسترالي الذي نظَّم أكبر إضراب في التاريخ الأمريكي هو عميل شيطاني سوفييتي.
دعا فيريد بالاشتراك مع الرائد جي إف دوغلاس رجال أعمال وسياسيين لعقد اجتماع للصلاة في أبريل 1935، وبحلول عام 1937 كانوا قد نظموا 209 اجتماع إفطار للصلاة في جميع أنحاء سياتل. وفي عام 1940 حضر 300 رجل من جميع أنحاء ولاية واشنطن اجتماع إفطار للصلاة عند تعيين الحاكم الجديد آرثر لانجلي. سافر فيريد في جميع أنحاء شمال غرب المحيط الهادئ، ثم في جميع أنحاء البلاد، لتنظيم اجتماعات مماثلة. كان الهدف من تنظيم هذه الاجتماعات أن تضم بشكل غير رسمي قادة مدنيين ورجال الأعمال لمشاركة الرؤية ودراسة الكتاب المقدس وتطوير علاقات الثقة والدعم. تأسست منظمة الزمالة بشكل رسمي على يد أبراهام فيريد في شيكاغو عام 1942 ثم توسعت لتصبح مؤسسة دولية. وبحلول عام 1942 كان هناك 60 اجتماع إفطار صلاة في المدن الرئيسية حول الولايات المتحدة وكندا، بما في ذلك شيكاغو ولوس أنجلوس ومينيابوليس ونيويورك وفيلادلفيا وسان فرانسيسكو وواشنطن وفانكوفر. وفي نفس العام بدأ فيريد في تنظيم اجتماعات مصغرة لأعضاء مجلس النواب الأمريكي ومجلس الشيوخ الأمريكي.
دُمجت منظمة الزمالة في شيكاغو في عام 1942 في إلينوي لتصبح مركز فيريد للتواصل الوطني مع رجال الأعمال والقيادة المدنية ورجال الدين. نقل فيريد مكاتب المنظمة من سياتل إلى الموقع الأكثر مركزية في شيكاغو، والتي أصبحت المقر الرئيسي للجنة رجال الأعمال المسيحيين التي قادها فيريد مع الصناعي سي بي هيدستروم، وفي العام نفسه أنشأت منظمة الزمالة مكتب لها في العاصمة واشنطن في شارع ماساتشوستس سُمي «بيت الزمالة»، ووصفه فيريد لاحقًا بأنه المركز العصبي لتنظيم الاجتماعات. وفي عام 1944 نظَّم فيريد أول اجتماع مشترك للصلاة بين أعضاء من مجلسي الشيوخ والنواب، ثم نظَّم اجتماعًا آخر في 16 يونيو 1946 حضره السناتور إتش ألكسندر سميث والسناتور ليستر هيل والإعلامي الشهير ديفيد لورنس.
أدى مؤتمر زيوريخ في يناير 1947 إلى تشكيل المجلس الدولي للقيادة المسيحية الذي أصبح مجموعة شاملة تضم مجموعات منظمة الزمالة الوطنية في الولايات المتحدة وكندا وبريطانيا والنرويج والمجر ومصر والصين. أصبحت المنظمة الدولية منفصلة عن المنظمة الأمريكية في عام 1953، إذ كان لكل منهما مجلس إدارة مستقل.
حضر الرئيس دوايت أيزنهاور اجتماع صلاة في عام 1953 لمجلس الشيوخ، ملبيًا دعوة صديقه كانسان فرانك كارلسون. كان فيريد قد ضم بحلول ذلك الوقت مجموعة من أعضاء الكونغرس المؤثرين مثل: فرانك كارلسون وكارل موندت وإيفريت ديركسن وستروم ثورموند. أنشأت منظمة الزمالة بحلول عام 1957 أكثر من 125 مجموعة تابعة لها في 100 مدينة أمريكية، من بينها 16 مجموعة في العاصمة واشنطن وحدها، وأنشأت 125 مجموعة في دول أخرى. انضم دوغلاس كوي في عام 1958 إلى فيريد كمساعد المدير التنفيذي للمنظمة في واشنطن العاصمة. توفي فيريد في عام 1969 بعد أكثر من 35 عامًا في قيادة منظمة الزمالة، وخلفه ريتشارد سي هالفرسون كمدير تنفيذي، وعمل هالفرسون وكوي جنبًا إلى جنب حتى وفاة هالفرسون في عام 1995.

## التأثير
وصف العديد من المسيحيين الإنجيليين البارزين منظمة الزمالة بأنها واحدة من أكثر المنظمات تأثيرًا سياسيًا في العالم. يقول الدكتور مايكل ليندسي عالم الاجتماع الذي كان يدرس الحركة الإنجيلية: «لا توجد منظمة أخرى مثل الزمالة، خاصة بين الجماعات الدينية، من حيث نفوذها بين قيادات البلاد». وقد ذكر أن المشرعين ذكروا منظمة الزمالة أكثر من أي منظمة أخرى عندما طُلب منهم تسمية المنظمة التي كان لها أكبر تأثير ديني عليهم. قابل ليندسي 360 من النخب الإنجيلية، ومن بين هؤلاء أكد ثلثهم على الأقل أن منظمة الزمالة هي الأكثر تأثيرًا، وذكر ليندسي أيضًا أن لهذه المنظمة علاقات مع كل زعيم عالمي تقريبًا، وليس هناك الكثير من المنظمات في العالم التي يمكن أن تدعي ذلك.
وصف عضو منظمة الزمالة تشالرز كولسون في عام 1977 المنظمة بأنها مجموعة سرية حقيقية تتألف من رجال المسيح في الحكومة الأمريكية.
وصف حاكم كانساس السابق سام براونباك - وهو أيضًا عضو سابق في المنظمة وحضر عدة اجتماعات لمجلس الشيوخ - طريقة عمل أعضاء المنظمة: "عندما يريد شخص من المنظمة القيام بإجراء ما ينضم إليه زملاؤه في المنظمة في دعم الإجراء وتأييده. فمثلًا انضم براونباك نفسه في عام 1999 إلى زملائه في المنظمة السيناتور ستروم ثورموند والسيناتور دون نيكلز للمطالبة بإجراء تحقيق جنائي في قضية فصل الكنيسة عن الدولة، وفي عام 2005 انضم براونباك إلى عضو المنظمة السناتور توم كوبورن للترويج لقانون دور العبادة.